# Беррас, Алиса
Алиса Марзатте Беррас (англ. Alisa Marzatte Burras; родилась 23 июня 1975 года в Чикаго, штат Иллинойс, США) — американская профессиональная баскетболистка, выступавшая в женской национальной баскетбольной ассоциации. Не выставляла свою кандидатуру на драфт ВНБА 1999 года, однако ещё до старта очередного сезона ВНБА подписала контракт с командой «Кливленд Рокерс». Выступала на позиции центровой и тяжёлого форварда.

## Ранние годы
Алиса Беррас родилась 23 июня 1975 года в городе Чикаго (Иллинойс), училась же она там же в средней школе имени Джона Маршалла, в которой защищала цвета местной баскетбольной команды.